# Gy-les-Nonains
Gy-les-Nonains település Franciaországban, Loiret megyében. Lakosainak száma 603 fő (2022. január 1.). Gy-les-Nonains Saint-Germain-des-Prés, Château-Renard, Conflans-sur-Loing, Montbouy és Montcresson községekkel határos.

## Népesség
A település népességének változása:
| Lakosok száma | 474  | 404  | 565  | 632  | 662  | 643  | 628  | 612  | 609  | 603  |
|               | 1968 | 1982 | 1990 | 2006 | 2013 | 2015 | 2017 | 2019 | 2020 | 2022 |